# Mondin (occitan)
Pour les articles homonymes, voir Mondin.
Le mondin est la langue littéraire d'oc des troubadours languedociens. Mondin est une aphérèse de Raimondin,, nom de la maison comtale de Toulouse,.